# Le Spectateur du Nord
Le Spectateur du Nord, journal politique, littéraire et moral est un journal mensuel de langue française fondé par Amable de Baudus à Hambourg  en janvier 1797.

## Historique
Après quelques mois de collaboration avec Jean Luzac, propriétaire de la Gazette de Leyde, Baudus, ancien maire de Cahors chassé de sa ville natale pendant la Révolution pour avoir refusé de cautionner la Constitution civile du clergé et ayant rejoint l’armée des émigrés en 1792, devient l’unique rédacteur de la Gazette d’Altona, avant de s’installer à Hambourg, où, en janvier 1797, il fonde Le Spectateur du Nord, imprimé chez le libraire Pierre Fauche et qui durera six ans, à raison d’un numéro par mois. 
Le succès est immédiat. Baudus est le maitre absolu de ce journal, qui le met en lien avec les personnalités les plus éminentes de l’émigration politique, littéraire et religieuse. Rivarol, l’abbé Delille, le marquis de Romance-Mesmon, l’abbé de Pradt ou encore Charles de Villers apportent leur concours littéraire tandis que Baudus se réserve la partie politique qu’il rédige sous forme d’un coup d’œil aussi vigilant qu’impartial. 
Archenholtz et Gentz en citent de larges extraits dans leurs gazettes respectives. Après le coup d'État du 18 fructidor an V, Baudus et son journal sont condamnés par contumace. Une nouvelle vague d’émigration porte alors à Hambourg écrivains et politiques qui se regroupent autour du Spectateur, tels l’abbé Louis, Joseph-Alphonse Esménard, Mathieu Dumas, le marquis de La Tresne, mais surtout Jean-Pierre Louis de Fontanes qui noue avec Baudus une solide amitié, avant de partir pour Londres où il vante si haut ses qualités à Chateaubriand que celui-ci, alors misérable, sollicite et obtient la faveur de devenir son correspondant.
La notoriété de Baudus parvient même aux oreilles du ministre français des Relations extérieures, Talleyrand, que Fontanes a fait abonner au Spectateur. Sous la La Restauration le duc de Richelieu, nommé aux Affaires étrangères, appelle Baudus auprès de lui pour lui demander s’il peut tenter de rétablir l’image abimée de la France en Europeen faisant faire renaître le Spectateur dont la parution a cessé en 1802.